# 石丸佐知
石丸 佐知（いしまる さち、1991年11月27日 - ）は、日本の女優。

## 経歴
徳島科学技術高校を卒業。2009年、東京ディズニーシーのCMでデビュー。2011年、連続テレビドラマ『大切なことはすべて君が教えてくれた』が初のレギュラー出演となる。2013年の第26回東京国際映画祭「アジアの未来」部門にてスペシャル・メンションを受賞した映画『祖谷物語 おくのひと』に出演。2014年より、コメディードラマ『東京特許許可局』に出演する。

## 出演

### 映画
- 祖谷物語 おくのひと（2013年）
- 波乗りオフィスへようこそ（2019年） - 武市佳奈 役

### テレビドラマ
- BOSS（2009年、フジテレビ）
- 東京DOGS（2009年、フジテレビ）
- 曲げられない女（2010年、日本テレビ）
- 天装戦隊ゴセイジャー（2010年、テレビ朝日）
- 大切なことはすべて君が教えてくれた（2011年、フジテレビ）
- 西村京太郎トラベルミステリー「山形新幹線・つばさ129号の女!」（2012年、テレビ朝日）
- 東京特許許可局（2014年 - 2015年、NHK Eテレ）- 鈴木百合 役
- 月曜名作劇場「ヤメ判 新堂謙介 殺しの事件簿4」（2016年、TBS） - 桜庭菜美 役

### テレビ番組
- NHK高校講座 ベーシック数学（2015年 - 、NHK Eテレ）[4]

### CM
- 東京ディズニーシー（2009年）

### ビデオ
- インターネットの向こう側（2010年、法務省）

### ミュージック・ビデオ
- 藤田麻衣子「ねぇ」(TVアニメ、PS2「緋色の欠片」OP)（2012年）